# Niżniełaczentau
Niżniełaczentau (ros. Нижнелачентау) – wieś (dieriewnia) w Rosji, w Baszkortostanie, w rejonie birskim. W 2021 liczyła 82 mieszkańców.